# Congreso (1826)
La Barca Congreso (Congreso Nacional) fue un buque de la Armada Argentina que participó en la Guerra del Brasil.

## Historia
El mercante de los Estados Unidos Mohawk fue comprado por la Armada Argentina el 14 de enero de 1826 como parte del rearme de la flota con vistas a la inminente guerra con el Imperio del Brasil y se incorporó a la flota al breve mando del Capitán Harris.

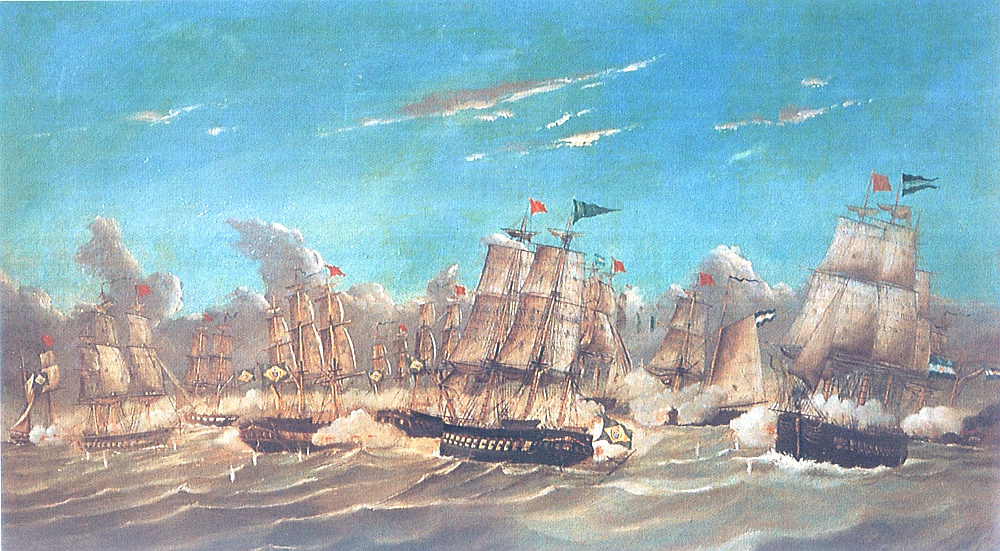
Combate de Punta Collares.

El 9 de febrero participó al mando del Capitán Guillermo Mason y junto al insignia 25 de Mayo, el Bergantín República, el Bergantín Belgrano y la Goleta Sarandí en el Combate de Punta Collares en las afueras de Buenos Aires. Al igual que los restantes buques excepto la capitana, en dos ocasiones se puso a sotavento por lo que quedó aislada del combate. Al regreso, los capitanes fueron acusados por Brown lo que los llevó a ser juzgados.
El mando de la Congreso tras la batalla fue asignado al Teniente 1º Enrique Guillermo Parker como premio por su desempeño a bordo de la fragata 25 de Mayo. 
El 1 de marzo de 1826 participa del Ataque a la Colonia del Sacramento (1826). Durante la dura campaña la salud de Parker se resintió (padecía tuberculosis) hasta el punto de tener que ser trasladado a Buenos Aires, donde murió el 27 de marzo en el Hospital de Sangre de La Merced.
En abril de 1826 participa al mando de Juan King en el ataque a Montevideo contra las fragatas Emperatriz y Nitcheroy.
El 13 de mayo de 1826 entre tripulación y tropa (sin oficialidad) el Congreso embarcaba: 2 Primeros Guardias, 1 Segundo Guardia, 2 Carpintero, 1 Calafatero, 1 Velero, 1 Condestable, 19 artilleros, 78 marineros, 1 grumetes, 1 sargento, 2 cabos, 1 tambor y 22 soldados, un total de 132 hombres, la tercera en dotación después de la 25 de Mayo y el Bergantín Independencia.
El 22 de julio de 1826 montaba dos cañones de a 12 y dieciséis de a 8, 18 en total y 164 hombres

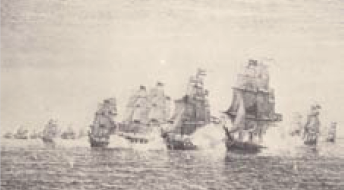
Combate de Quilmes.

En el Combate de Quilmes, el 29 de julio de 1826 Brown decide enfrentar con la fragata 25 de Mayo (buque insignia, comandado por Espora), la barca Congreso Nacional, los bergantines Independencia, República y Balcarce, las goletas Sarandí y Río de la Plata, la goleta hospital Pepa y ocho cañoneras, a la escuadra brasileña que avanzaba con diecinueve buques, con dos mil hombres y trescientos cañones, para fondear en las cercanías del canal exterior.
Iniciado el ataque, el buque insignia argentino es fuertemente castigado por los cañones de las baterías de la división imperial, mientras que el grueso de sus fuerzas no acompañan la acción.
Asignada a la flota destinada a cubrir Buenos Aires	de un posible ataque por parte de la División Bloqueo no participó de la victoriosa campaña contra la Tercera División Imperial que se había adentrado en el Río Uruguay que terminaría en la victoria de Juncal.

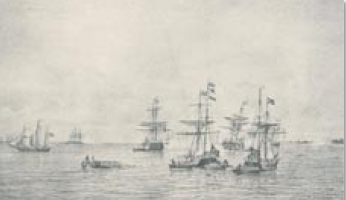
Combate de Monte Santiago.

El 7 de abril de 1827, día en que dio comienzo la Batalla de Monte Santiago, se encontraba al mando de Guillermo Mason, su segundo era el teniente Jorge Luis Love, y completaban su oficialidad los subtenientes Carlos Rools y Enrique Wilbrod, el cirujano Juan Bisset Baylie, el contador Alejandro Livigstone, tres pilotines, el aspirante Guillermo R. Mason y el contramaestre Grif Jones.
Habiendo varado en el banco de Monte Santiago el Bergantín República y el Bergantín Independencia, la Sarandí, de menor calado, permaneció como apoyo frente al ataque de la flota brasilera, muy superior en número. La Congreso también permaneció en el puesto pero a las 8:00 de la mañana recibió la orden de Brown de retirarse a Buenos Aires para reducir las pérdidas ante lo que era una inevitable derrota y, de ser factible, organizara el desplazamiento de parte de las cañoneras allí estacionadas.
No obstante, si bien la Congreso se dirigía pegada a los bancos hacia la ciudad, el comandante brasilero, Norton, destacó a la Maceio, al bergantín Piraid, al lugre Príncipe Imperial y a la goleta Providencia en su persecución. Al ver cortado el estrecho entre los bancos, la Congreso debió virar y dirigirse a Ensenada bajo el fuego de los buques enemigos hasta tomar puerto protegida por los cañones del fuerte.
En 1827 al mando de César Fournier navega las costas brasileñas durante casi tres meses atacando al comercio en las aguas próximas a Salvador y Río de Janeiro, capturando alrededor de 24 presas, realizando desembarcos y hasta planeando la captura del Emperador Pedro I.
El 7 de diciembre, al regreso de la expedición, y portando un gran botín, la nave encalló cerca de Ensenada. Dos goletas brasileras se lanzaron sobre la nave que fue, a decir de Brown, pobremente defendida. Brown, al enterarse por un chasque por tierra, llegó a tiempo de impedir que la barca fuera capturada o desarmada, pero no de que las goletas antes de huir dieran fuego al navío.